# European Tour 2012/2013 – Turniej 1
European Tour 2012/2013 – Turniej 1 − czwarty turniej snookerowy wchodzący w skład cyklu Players Tour Championship w sezonie 2012/2013. Turniej ten rozegrany został w dniach 23-26 sierpnia 2012 w Stadthalle w mieście Fürth w Niemczech. Znany jest także pod nazwą Paul Hunter Classic.
W finale turnieju zwyciężył Mark Selby, który pokonał Joe Swaila 4−1.

## Nagrody i punkty rankingowe
Ta sekcja zostanie uzupełniona w najbliższym czasie

## Drabinka turniejowa
Ta sekcja zostanie uzupełniona w najbliższym czasie

## Finał
Ta sekcja zostanie uzupełniona w najbliższym czasie

## Breaki stupunktowe turnieju
Ta sekcja zostanie uzupełniona w najbliższym czasie